# Polixena
Polixena o Poligena, era hermana de Xantippa y cuñada del prefecto de Astigi Probo. Junto a su hermana fueron las dos primeras conversas hispanas al cristianismo, según la leyenda que se atribuye a San Pablo. Fue martirizada en la época de las grandes persecuciones y posteriormente elevada a los altares.
Aunque el propósito de Pablo de hacer un viaje a Hispania está sustentado en una pasaje de la Epístola a los Romanos (10, 18), la moderna historiografía lo da por un hecho legendario. Las fuentes de esa leyenda, tal como las recoge Marcelino Menéndez y Pelayo son Simeón Metaphrástes (autor de poca fe), y el Menologio griego (Historia de los heterodoxos españoles, Libro I capítulo I. Propagación del cristianismo en España).
Se la venera como santa y virgen, siendo su festividad el 23 de septiembre.
Lleva el nombre de Políxena, una princesa troyana en la literatura de la antigua Grecia.
- Datos: Q6081867